# Vindula erota
Vindula erota ist ein in Asien vorkommender Schmetterling (Tagfalter) aus der Familie der Edelfalter (Nymphalidae).

## Merkmale

### Falter
Die Flügelspannweite der Falter beträgt 80 bis 110 Millimeter. Die Art zeichnet sich durch einen deutlichen Sexualdimorphismus aus. Außerdem treten während der feuchten Monsunzeit und der trockenen Periode unterschiedlich gefärbte Falter auf.

#### Männchen
Bei den Männchen haben die Flügel eine orangegelbe bis orangebraune Grundfarbe. Auf der Flügeloberseite sind die Basal- sowie die Submarginalregion während der Monsunzeit bräunlich verdunkelt. Vom Apex der Vorderflügel bis zum Analwinkel der Hinterflügel verlaufen zwei nah beieinander liegende dunkelbraune Linien entlang des Saums. In der Postdiskalregion der Hinterflügel befinden sich zwei kleine schwarze Augenflecke, die dünn gelb umrandet sind. Auf den gelbbraunen Flügelunterseiten scheint das Muster der Oberseite in stark abgeschwächter Form hindurch. Auffällig sind jedoch zwei scharf gezeichnete dunkelbraune Linien, die die Basalregion sowie die Submarginalregion abgrenzen. Die Hinterflügel zeigen kurze spitze Schwänzchen. Falter, die während der trockenen Perioden schlüpfen sind generell heller gefärbt und unterscheiden sich im Besonderen durch eine hellgelbe Postdiskalregion.

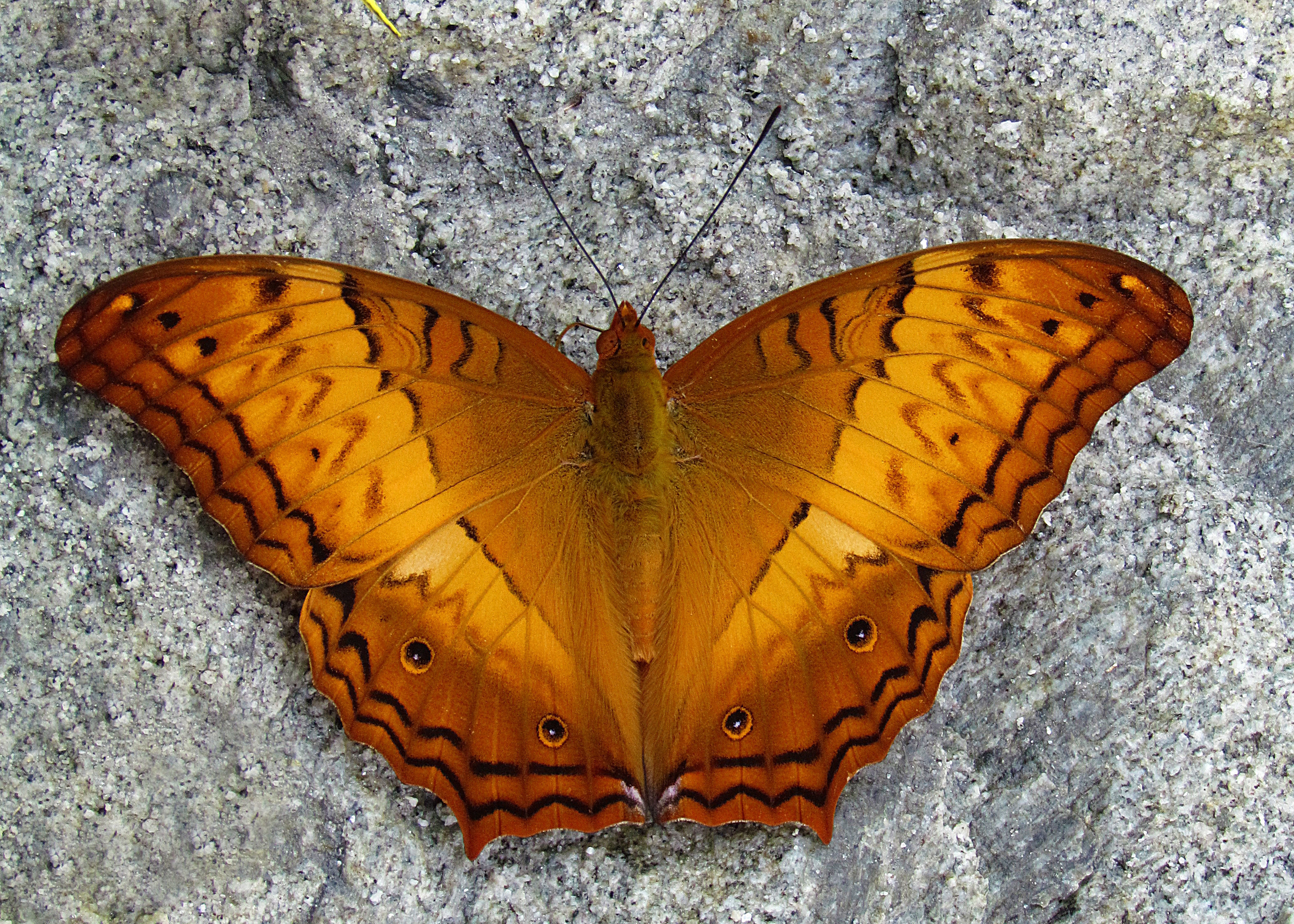
Männchen der Monsunzeit
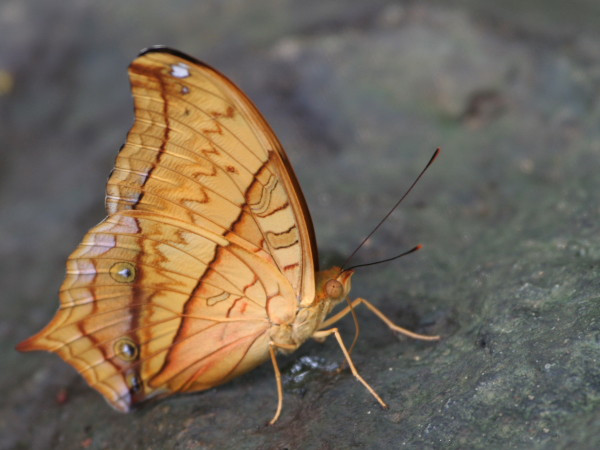
Flügelunterseite Männchen (Monsunzeit)
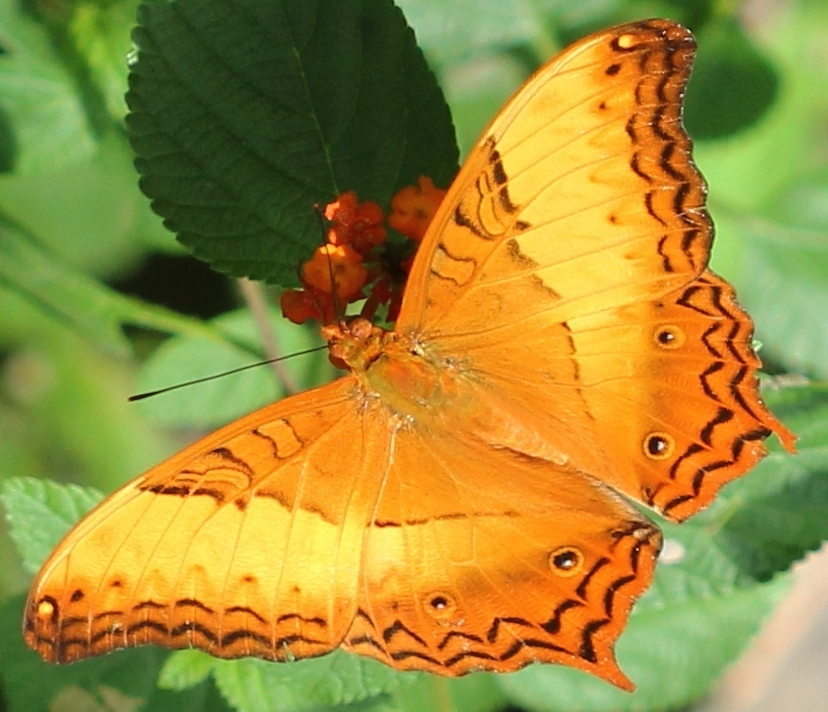
Männchen der Trockenzeit
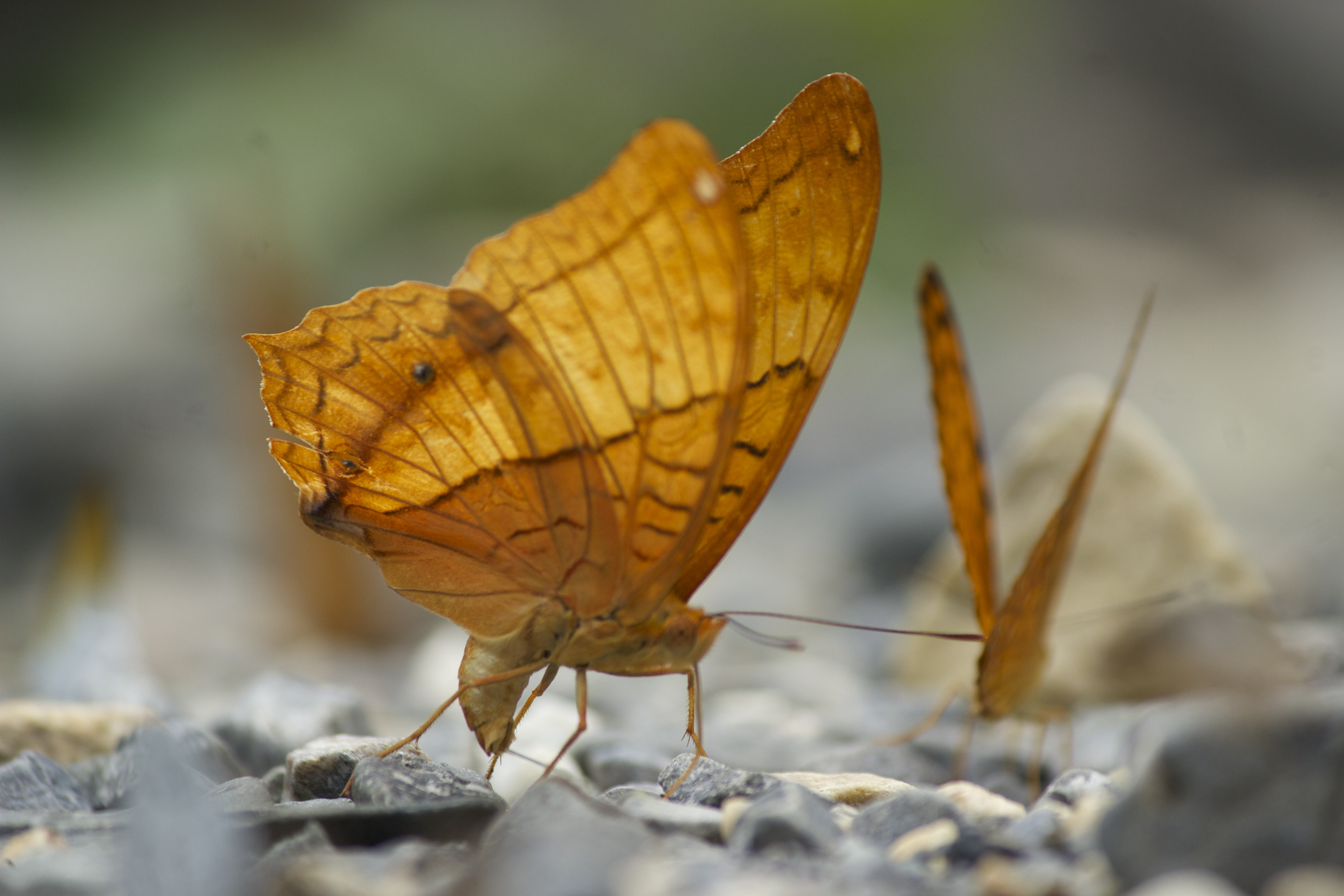
Flügelunterseite Männchen (Trockenzeit)
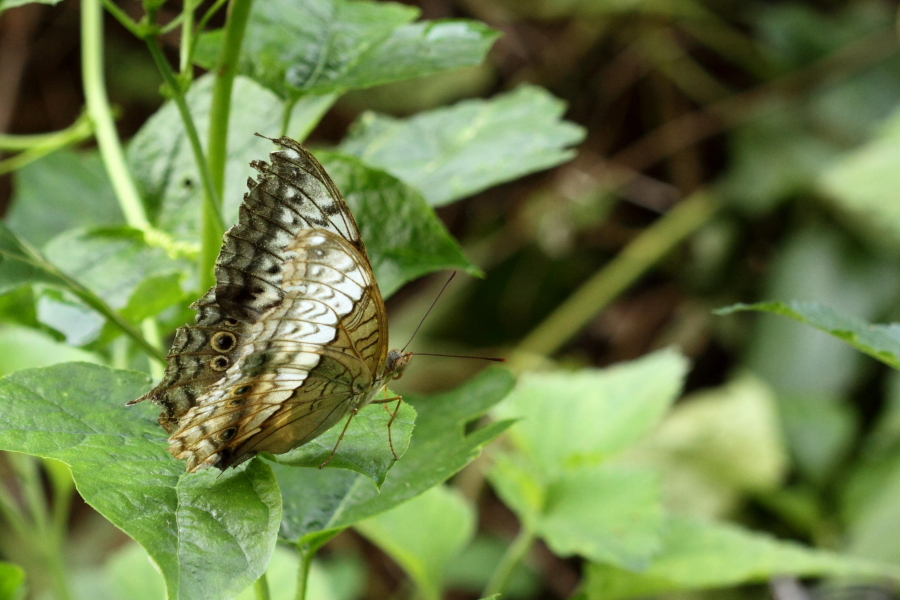
Flügelunterseite Weibchen (Monsunzeit)

#### Weibchen
Die Flügel der Weibchen haben eine dunkel olivbraune, graugrüne oder bräunlich blaue Grundfarbe. Bei Exemplaren der Monsunzeit verläuft durch die Diskalregion sämtlicher Flügel ein breites weißliches Band. Die übrigen Zeichnungselemente ähneln denen der Männchen. Auf den olivbraunen Flügelunterseiten scheint das Muster der Oberseite in stark abgeschwächter Form hindurch. Eine scharf gezeichnete dunkelbraune Linie, die die Basalregion abgrenzt, hebt sich deutlich hervor. Falter während der trockenen Periode unterscheiden sich durch ein wesentlich breiteres weißes Band, das sich über alle Flügel ausbreitet. Die Hinterflügel zeigen kurze spitze Schwänzchen.

### Präimaginalstadien
Das Ei hat eine orange braune Farbe, eine tonnenähnliche Form und ist auf der Oberfläche mit vielen gezackten Längsrippen versehen.
Die gesamte Körperoberfläche der Raupen ist mit schwarzen, leicht verzweigten Dornen überzogen. Das erste und letzte sowie das achte Segment heben sich cremig weiß von dem ansonsten roten Körper der Raupe ab. Am Kopf befinden sich zwei leicht gebogene dünne schwarze Hörner.
Die Puppe ist als Stürzpuppe ausgebildet und hat eine hellbraune Farbe. Die gewellten Flügelscheiden und ein Höcker ragen auffällig hervor. Am Kopf befinden sich zwei kurze Spitzen.

### Ähnliche Arten
- Die Männchen von Vindula dejone sind am Apex dunkler, die Weibchen insgesamt heller olivbraun gefärbt als Vindula erota.
- Bei Vindula arsinoe sind die Männchen insgesamt kräftig orange, die Weibchen in den Postdiskal- und Submarginalregionen der Hinterflügeloberseite gelbbraun gefärbt. Die Art kommt im Osten Australiens und in Neuguinea vor. Eine Überlappung mit Vindula erota besteht in Malaysia.

## Verbreitung, Unterarten und Lebensraum
Vindula erota kommt in Indien, Sri Lanka, Indonesien, Pakistan, Myanmar, Malaysia, Thailand, Laos, Vietnam, im Süden Chinas und auf den Philippinen vor. Die Art besiedelt in erster Linie tropische feuchte Wälder. In den einzelnen Vorkommensgebieten werden derzeit 17 Unterarten geführt.
- Vindula erota erota (Fabricius, 1793)
- Vindula erota asela (Moore, 1872)
- Vindula erota orahilia (Kheil, 1884)
- Vindula erota pallida (Staudinger, 1885)
- Vindula erota hainana (Holland, 1887)
- Vindula erota saloma (de Nicéville, 1886)
- Vindula erota battaka (Martin, 1894)
- Vindula erota palawanica (Fruhstorfer, 1899)
- Vindula erota montana (Fruhstorfer, 1905)
- Vindula erota kohana (Fruhstorfer, 1906)
- Vindula erota gedeana (Fruhstorfer, 1906)
- Vindula erota ricussa (Fruhstorfer, 1912)
- Vindula erota boetonensis (Jurriaanse, 1920)
- Vindula erota vanroesseli (Jurriaanse & Volbeda, 1923)
- Vindula erota sulaensis (Joicey & Talbot, 1924)
- Vindula erota chersonesia Pendlebury, 1939
- Vindula erota banta Eliot, 1956

## Lebensweise
Die Falter fliegen das ganze Jahr hindurch in mehreren Generationen. Am zahlreichsten treten sie zum Ende der Monsunzeit im September und Oktober auf. Sie saugen gelegentlich an feuchten Erdstellen oder Exkrementen, um Flüssigkeit und Mineralstoffe aufzunehmen. Die Raupen ernähren sich bevorzugt von den Blättern von Passionsblumen-Arten (Passiflora).